# Zet
Zet — білоруський рок-гурт.

## Історія
«Zet» — таємничий гурт, його учасники завжди приховують свої обличчя під масками, а справжні імена — під псевдо. Неодноразово брали участь у Басовищі. Лідером гурту є Лявон Вольскі — спів і гітара, іншими учасниками гурту є Аляксандар Бикав — бубни, Сяргєй Канановіч — гітара, Влад Плющав — бас-гітара, Аляксандар Хавкін — скрипка.

### Нагороди
- 2006 року пісня «Анёл» перемогла в номінації «Пісня року» на фестивалі «Рок-коронація[be-x-old]»[3]. 2005 року ця ж пісня 2,5 місяця посідала перше місце в хіт-параді Тузін Гітоў[4].
- Альбом «radzima.com» посіла 2-ге місце в конкурсі «Містерія звуку 2006» в номінації «Хард-рок/метал альбом року»[5].

## Дискографія

### Альбоми
- З Новым годам! (2000, перевиданий 2004 року)
- radzima.com (2006)

### Участь у збірках
- Вольныя танцы: альтэрнатыва by (2001)
- Hardcoreманія: чаду! (2002)
- Personal Depeche (2002)
- Генералы айчыннага року (2004)
- Прэм'ер Тузін 2005 (2005)
- Песьні свабоды (2006)
- Дыхаць! (2006)
- Песьні свабоды-2 (2006)
- Прэм'ер Тузін 2007 (2008) — «Love Story — Don't Worry»

## Учасники
- Porter: бубни
- Akrabat: бас-гітара
- Strong: гітара
- Kanzler: спів, гітара